# Lijst van heersers van Brandenburg
Dit is een lijst van heersers van Brandenburg.

## Markgraven van de Noordmark en Brandenburg
| Naam                                  | Periode     | Opmerkingen                                                           |
| Markgraven van de Noordmark           |             |                                                                       |
| ------------------------------------- | ----------- | --------------------------------------------------------------------- |
| Gero de Grote                         | 937 - 965   |                                                                       |
| Diederik van Haldensleben             | 965 - 983   |                                                                       |
| Lotharius van Walbeck                 | 983 - 1003  |                                                                       |
| Werner van Walbeck                    | 1003 - 1010 |                                                                       |
| Bernard I                             | 1010 - 1018 |                                                                       |
| Bernard II                            | 1018 - 1046 |                                                                       |
| Willem                                | 1046 - 1057 |                                                                       |
| Udo I                                 | 1057 - 1082 |                                                                       |
| Hendrik I                             | 1082 - 1087 |                                                                       |
| Udo II                                | 1087 - 1106 |                                                                       |
| Rodolf I                              | 1106 - 1115 |                                                                       |
| Hendrik II                            | 1115 - 1128 |                                                                       |
| Udo III                               | 1128 - 1130 |                                                                       |
| Koenraad                              | 1130-1134   |                                                                       |
| MARKGRAVEN van Brandenburg            | 1134 - 1320 | HUIS DER ASCANIËRS                                                    |
| Albrecht I de Beer                    | 1134 - 1170 | + hertog van Saksen (1138-1142)                                       |
| Otto I                                | 1170 - 1184 |                                                                       |
| Otto II                               | 1184 - 1205 |                                                                       |
| Albrecht II                           | 1205 - 1220 |                                                                       |
| Johan I                               | 1220 - 1266 |                                                                       |
| Otto III, de Vrome                    | 1220 - 1267 |                                                                       |
| Johan II                              | 1266 - 1281 |                                                                       |
| Otto IV, met de Pijl                  | 1266 - 1309 |                                                                       |
| Koenraad I                            | 1266 - 1304 |                                                                       |
| Hendrik I, zonder Land                | 1266 - 1318 |                                                                       |
| Johan III, de Prager                  | 1267 - 1268 |                                                                       |
| Otto V, de Lange                      | 1267 - 1299 |                                                                       |
| Albrecht III                          | 1267 - 1300 |                                                                       |
| Otto VI, de Kleine                    | 1267 - 1286 |                                                                       |
| Koenraad II                           | 1281 - ?    |                                                                       |
| Herman III                            | 1299 - 1308 |                                                                       |
| Johan IV                              | 1304 - 1305 |                                                                       |
| Otto VII                              | 1304 - 1308 |                                                                       |
| Waldemar                              | 1304 - 1319 |                                                                       |
| Johan V                               | 1308 - 1317 |                                                                       |
| Hendrik de Jonge                      | 1318 - 1320 |                                                                       |
|                                       | 1320 - 1323 | ?                                                                     |
|                                       | 1323 - 1356 | HUIS WITTELSBACH                                                      |
| Lodewijk I                            | 1323 - 1351 | + hertog van Opper-Beieren (vanaf 1347), graaf van Tirol (vanaf 1342) |
| Lodewijk II                           | 1351 - 1356 | + hertog van Opper-Beieren                                            |
| KEURVORSTEN                           |             |                                                                       |
| Lodewijk II                           | 1356 - 1365 |                                                                       |
| Otto V                                | 1365 - 1373 | + hertog van Opper-Beieren                                            |
|                                       | 1373 - 1415 | HUIS LUXEMBURG                                                        |
| Wenceslaus                            | 1373 - 1378 | + erfhertog van Luxemburg                                             |
| Keizer Sigismund                      | 1378 - 1388 | + koning van Hongarije (vanaf 1387)                                   |
| Jobst                                 | 1388 - 1411 | + markgraaf van Moravië, hertog van Luxemburg (bij verpanding)        |
| Sigismund                             | 1411 - 1415 | + koning van Hongarije                                                |
|                                       | 1415 - 1806 | HUIS HOHENZOLLERN                                                     |
| Frederik I                            | 1415 - 1440 |                                                                       |
| Frederik II                           | 1440 - 1470 |                                                                       |
| Albrecht III Achilles                 | 1470 - 1486 |                                                                       |
| Johan Cicero                          | 1486 - 1499 |                                                                       |
| Joachim I Nestor                      | 1499 - 1535 |                                                                       |
| Albrecht                              | 1499 - 1513 |                                                                       |
| Joachim II Hector                     | 1535 - 1571 |                                                                       |
| Johan George Oeconomicus              | 1571 - 1598 |                                                                       |
| Joachim Frederik                      | 1598 - 1608 |                                                                       |
| Johan Sigismund                       | 1608 - 1619 |                                                                       |
| George Willem                         | 1619 - 1640 |                                                                       |
| Frederik Willem de Grote Keurvorst    | 1640 - 1688 |                                                                       |
| Frederik III                          | 1688 - 1701 |                                                                       |
| KONINGEN in Pruisen                   | 1701 - 1740 |                                                                       |
| Frederik I der krumme Fritz           | 1701 - 1713 |                                                                       |
| Frederik Willem I de Soldatenkoning   | 1713 - 1740 |                                                                       |
| KONINGEN van Pruisen                  | 1740 - 1918 |                                                                       |
| Frederik II de Grote (der alte Fritz) | 1740 - 1786 |                                                                       |
| Frederik Willem II                    | 1786 - 1797 |                                                                       |
| Frederik Willem III                   | 1797 - 1840 |                                                                       |
| Frederik Willem IV                    | 1840 - 1861 |                                                                       |
|                                       | 1858 - 1861 | regent : Wilhelm I                                                    |
| Wilhelm I                             | 1861 - 1888 | + keizer van het Duitse Rijk (vanaf 1871)                             |
| Frederik III unser Fritz              | 1888        | + keizer van het Duitse Rijk                                          |
| Wilhelm II                            | 1888 - 1918 | + keizer van het Duitse Rijk                                          |

## Markgraven van Brandenburg-Ansbach
- 1398-1440: Frederik VI
- 1440-1486: Albrecht Achilles
- 1486-1515: Frederik V de Oude
- 1515-1543: George de Vrome
- 1543-1603: George Frederik I de Oude
- 1603-1625: Joachim Ernst
  - 1625-1639: Sophie van Solms-Laubach (regentes)
- 1625-1634: Frederik
- 1634-1667: Albrecht
- 1667-1686: Johan Frederik
- 1686-1692: Christiaan Albrecht
- 1692-1703: George Frederik II de Jonge
- 1703-1723: Willem Frederik
- 1723-1757: Karel Willem Frederik de Wilde Markgraaf
- 1757-1791: Cristiaan Frederik Karel Alexander

## Markgraven van Brandenburg-Kulmbach (sinds 1614 Bayreuth)
- Johan III, (1398–1420)

- Frederik VI (1420–1440), broer
- Johan de Alchemist (1440–1457)
- Albrecht Achilles (1457–1486)
- Siegmund (1486–1495)
- Frederik V (1495–1515)
- Casimir (1515–1527)
- George de Vrome (1527–1541)
- Albrecht Alcibiades (1527/1541–1554)
- 1554-1557 interregnum
- George Frederik de Oude (1557–1603)
- Christiaan (1603–1655)
- Christiaan Ernst (1655–1712)
- George Willem (1712–1726)
- George Frederik Karel (1726–1735)
- Frederik (1735−1763)
- Frederik Christiaan (1763–1769)
- Christiaan Frederik Karel Alexander (1769–1791), deed in 1791 afstand en verkocht zijn vorstendommen aan Pruisen in ruil voor een levenslang pensioen.

## Markgraven van Brandenburg-Schwedt
- Filips Willem (1691-1711)
- Frederik Willem(1711-1771)
- Hendrik Frederik (1771-1788).